# 2014年のスポーツ
< 2014年
- 年度別スポーツ記事一覧

2014年のスポーツでは、2014年（平成26年）のスポーツ関連の出来事についてまとめる。
2014年前後：2013年のスポーツ - 2014年のスポーツ - 2015年のスポーツ

## できごと
下記のスポーツはそれぞれの個別記事を参照すること。
2014年の野球（プロ野球、MLB）、2014年のサッカー、2014年の相撲、2014年のバレーボール、2014年のバスケットボール、2014年の日本競馬、2014年の自転車競技（競輪）、2014年のNFL
ただし上記に含まれるスポーツのうち、世界的な影響があった事件、一般社会に対しても長期的かつ大きな影響を及ぼした事件や快挙、複数のスポーツに跨る事態等については本項に重複記載する。

### 1月
- 11日 - 【スキー】 オーストリアで行われていたスキー・ワールドカップジャンプで、葛西紀明が41歳7か月のW杯史上最年長優勝を達成[1]。また、札幌・宮の森で行われた女子では高梨沙羅が単独最多勝となる14勝目を記録[2]。高梨は翌12日に行われた大会でも優勝し、勝利数を15に更新した[3]。
- 20日 - 【ゴルフ】 プロゴルファーの尾崎将司が自身のホームページ上で、今季限りの引退を示唆する書き込みを行っていることが明らかに[4]。しかし実際には2015年も競技活動を続けることとなった[5]。
- 21日 - 【自動車】 レーサーの小林可夢偉が、ケータハムの正ドライバーとして2年ぶりにF1に復帰することが正式発表された[6]。

### 2月
- 7日 - 【ボクシング】 日本ボクシングコミッション（JBC）は、昨年12月にBODYMAKERコロシアムで行われた亀田大毅の統一世界戦で混乱を招いたとして、亀田ジムの活動停止処分及び会長・マネージャーの事実上のライセンス剥奪を発表。これに対し亀田側は訴訟も含め徹底抗戦の構え[7]。

- 7日～23日（現地） - 【総合・オリンピック】 第22回冬季オリンピックがロシアのソチで開催。
- 10日 - 【その他】 近畿日本鉄道が大阪府東大阪市の近鉄花園ラグビー場について、施設は東大阪市に無償譲渡、また土地についても東大阪市が買い取る方向で協議していることが明らかに[8]。
- 11日 - 【五輪】 ソチ五輪・スノーボード男子ハーフパイプで、平野歩夢が銀メダルを獲得。15歳2か月でのメダル獲得は冬季五輪の日本人史上最年少記録を更新した[9]。
- 24日 - 【ゴルフ】 日本プロゴルフ協会（PGA）の総会が行われ、新会長に倉本昌弘を選出[10]。

### 3月
- 13日 - 【サッカー】 3月8日に行われたサッカーJ1リーグの浦和対鳥栖戦で、一部の浦和サポーターが差別的な表現を記載した横断幕を掲げた問題が発生。この問題で、チェアマンの村井満は浦和に対しけん責処分と3月23日にホームで行われる清水戦を無観客試合にすると発表[11]。これを受け浦和側も問題を起こしたサポーターの無期限活動停止及び入場禁止、社長の報酬返上などの処分を発表した[12]。

### 4月
- 17日 - 【その他】 ベトナム政府が財政難を理由として、ハノイにて2019年に開催する予定であった第18回アジア競技大会の開催を返上（辞退）することを発表[13]。
- 20日 - 【ゴルフ】 女子プロゴルフ「KKT杯バンテリンレディス」で、高校1年生のアマチュア・勝みなみが通算11アンダーで優勝し、15歳293日の女子ツアー最年少優勝記録を更新。従来の記録は金孝周（韓国、当時アマチュア）が2012年のサントリーレディスで記録した16歳332日。また日本人選手では宮里藍（当時アマチュア）が2003年のMMT杯ダンロップ女子オープンで記録した18歳101日[14]。勝は4月30日に千葉県内で行った記者会見で、高校卒業までプロ転向を凍結することを表明した[15]。
- 21日 - 【ボクシング】 東日本ボクシング協会は理事会を開き、昨年12月にBODYMAKERコロシアムで行われた統一世界戦で敗れた亀田大毅が王座を保持し混乱を招いた問題で、クラブオーナーライセンスを持つジムの会長としては名義貸しの状態で、ジム運営に携わっていない点や、ジム所属選手の海外での試合を報告せず安全管理を怠った点などの理由で亀田ジムの吉井慎次会長の除名を全会一致で決定した[16]。→2月7日の出来事参照
- 24日 - 【その他】 教え子の女子柔道部員に乱暴を働いた「内柴事件」で、準強姦罪に問われた柔道アテネ・北京両五輪金メダリストの内柴正人か一、二審判決を不服として上告していた裁判で、最高裁判所は内柴の上告を棄却し懲役5年の刑が確定。内柴は裁判で一貫して無罪を主張していた[17]。
- 25日
  - 【ボクシング】 日本ボクシングコミッション(JBC)は、昨年12月にBODYMAKERコロシアムで行われた亀田大毅の統一世界戦で混乱を招いたとして、亀田ジムの活動停止処分及び会長・マネージャーの事実上のライセンス剥奪を発表した件で、資格審査委員会並びに倫理委員会を開き、処分取り消しを求めた亀田ジム側が提出した証拠に再審議が必要と判断するものが無かった為、亀田ジム側の再審議請求を退けた[18]。→2月7日の出来事参照
  - 【ラグビー】 日本ラグビー協会は7人制ラグビーの女子国内シリーズ大会を創設すると発表した[19]。
  - 【バレーボール】 2014AVCアジアクラブ選手権女子大会で、久光製薬スプリングスが12年ぶり2度目の優勝[20]。
- 26日 - 【その他】 2月の2014年ソチオリンピック、男子フィギュアで日本人史上初めての金メダルに輝いた羽生結弦が地元・仙台の大通りで金メダルパレードを開催。地元のファンなど9万人が祝福した。同時に羽生は春の褒章も合せて受章した事を発表した。
- 27日 - 【陸上競技】 国際陸上競技連盟が4月中旬に行った理事会で、世界陸上のマラソン代表を2015年の北京大会からこれまでの5人から3人に減員すると決定したことが明らかに。今回の決定は団体戦を兼ねて行われていた陸上ワールドカップが廃止されたことによるもの[21]。
- 28日
  - 【スケート】 国際スケート連盟は、来季よりジャンプの踏み切り違反があった場合に基礎点を70%に減点するなど、より厳格化した採点方式を採用すると発表[22]。
  - 【ゴルフ】 日本女子プロゴルフ協会は、1月に神奈川県内で死亡交通事故を起こした韓国籍の選手について、会員権利の1か月停止と新人セミナー受講を義務づけたことを発表[22]。

### 5月
- 5日 - 【卓球】 第52回世界卓球選手権団体戦で中国が男女アベック優勝。日本女子は31年ぶりの準優勝[23]。
- 9日 - 【テニス】 マドリード・マスターズで錦織圭がベスト4に進出。12日に発表される世界ランキング10位以内が確実となった。日本人男子のランキングベスト10入りは史上初[24]。
- 10日
  - 【ソフトボール】 世界野球ソフトボール連盟の総会で宇津木妙子が理事に選出された[25]
  - 【サッカー・フットサル】 2014 AFCフットサル選手権で日本が二連覇[26]。
- 11日 - 【陸上競技】 セイコーゴールデングランプリ男子800m走で、川元奨が1分45秒75の日本新記録をマークして優勝[27]。
- 17日 - 【ボクシング】 女子ボクシングWBO世界アトム級王座決定戦で池山直が判定で勝利。44歳7か月で国内最年長の王者となった[28]。
- 31日 - 【その他】 国立霞ヶ丘競技場陸上競技場が2019年ラグビーワールドカップ及び2020年東京オリンピック・パラリンピック に向けた建て替えの為この日のファイナルイベントをもって一時閉場、再開場は2019年3月迄を予定。

### 6月
- 1日 - 【ゴルフ】 米国PGAツアー「ザ・メモリアル・トーナメント」で、松山英樹がプレーオフの末ツアー初優勝。日本人選手が全米ツアーを制覇したのは青木功、丸山茂樹、今田竜二に次いで史上4人目[29]。
- 7日
  - 【テニス】 全仏オープン女子でマリア・シャラポワが二度目の制覇。四大大会で通算5勝目[30]。
  - 【ホッケー】 日本ホッケー協会総会で会長以下8人の執行部の解任を決めた。男子日本リーグ脱退問題・中断など大揺れが続く[30]。
- 8日 - 【テニス】 全仏オープン男子でラファエル・ナダルが大会史上初の5連覇を達成。四大大会の優勝回数も歴代二位タイの14勝となった[31]。
- 12日 - 【サッカー】 サッカーワールドカップブラジル大会の開会式と開幕戦がサンパウロアリーナで行われた。開幕戦はブラジルがクロアチアに3対1で勝利した[32]
- 16日 - 【ボクシング】 東日本ボクシング協会が理事会を開き、亀田ジムが申請していた大竹重幸氏の新会長擁立について審議し、「頭（会長）をすり替えただけでは認められない」として、全会一致で亀田ジムの申請を却下した[33][34][35][36][37][38]。
- 20日 - 【水泳・競泳】 ジャパンオープンで高橋美帆が400m個人メドレーで4分35秒69の日本新。田島寧子の持っていた記録を14年ぶりに破る[39]。
- 20日～22日 - 【ゴルフ】 日本男子ゴルフのメジャー大会「ゴルフツアー選手権森ビル杯」で、20日に嘉数光倫（かかず・てるみち）が10番ホールで、翌21日には岩田寛が6番ホール（共にパー5）でアルバトロスを達成。男子ゴルフの同一大会で複数のアルバトロスが達成されたのは1989年の三菱ギャラントーナメントの初日に中尾豊健、新井規矩雄が同じ10番ホールで記録して以来25年ぶりの快挙[40][41]。しかし嘉数はこの快挙にもかかわらず予選落ちの屈辱を味わった[42]。なお大会は竹谷佳孝がツアー初優勝。李尚熹（イ・サンヒ、 韓国）と同じスコアでホールアウトしたが、李が11番ホールのグリーン上での違反行為で2罰打が課せられ、竹谷の優勝が決定したもの[43]。

### 7月
- 4日 - 【ボクシング】 亀田興毅がJBCに亀田ジムからUNITED BOXING GYMへの移籍を申請した[44][45][46][47][48]。
- 8日 - 【サッカー】 サッカーFIFAワールドカップブラジル大会の準決勝でドイツが開催国のブラジルに7対1で勝利し、決勝進出。準決勝での7得点はワールドカップ史上最多で、6点差がついたのは同史上初[49]。ドイツのミロスラフ・クローゼが大会史上最多の通算16得点[50]。

- 9日 - 【公営競技・ボートレース】 日本モーターボート競走会は、6月に福岡県内で酒に酔った上で器物損壊事件を起こし、現行犯逮捕された鳥飼眞について、7月10日から1年間の出場停止処分にしたと発表[51]。
- 11日 - 【ボクシング】 JBCは資格審査委員会を開き、亀田興毅のUNITED BOXING GYMへの移籍の可否を保留とした上で、UNITED BOXING GYMの三好渥義会長と亀田興毅から移籍の経緯などに関してヒアリングを行うことを決めた[52][53][54][55]。
- 13日 - 【サッカー】2014 FIFAワールドカップ・決勝がエスタジオ・ド・マラカナンで行われ、ドイツがアルゼンチンを延長戦の末1-0で下し、6大会ぶり4回目（東西ドイツ統一後では初）の優勝を果たした。
- 28日 - 【陸上競技】 関東学生陸上競技連盟は、2015年の第91回箱根駅伝で5区及び6区のコースが変更になることに伴い、従来の区間記録及び往路、復路、総合記録を参考記録扱いにすることを発表。これは同区間内にある箱根町の函嶺洞門が今年2月に通行禁止となり、新たに設けられたバイパスを通行することになったための措置[56]。
- 28日 - 【ボクシング】 亀田興毅が水面下で進めていた角海老宝石ジムへの電撃移籍が消滅した。移籍容認派と移籍反対派の2ヵ月に及ぶせめぎ合いの末、移籍反対派が移籍容認派を最終的には押し切った形になった為[57][58]。

### 8月
- 2日 - 【ボクシング】 小関桃が具志堅用高の持つ13連続世界王座防衛記録を34年ぶりに更新し、日本人では男女を通じて最多、女子では世界タイ記録となる14連続世界王座防衛を果たした[59]。
- 8日 - 【その他】 2009年にエド・オバノンらが肖像権侵害として全米大学体育協会を提訴していた所謂オバノン訴訟で、カリフォルニア連邦裁判所一審は原告勝訴の判決。確定すればOBに一定の金額が支払われることとなる[60]。
- 12日 - 【オートレース】 千葉県と船橋市は、売上げ減と施設老朽化に伴う改修費用がかさむとして、船橋オートレース場を2016年3月末で廃止すると発表。廃止後は場外車券発売所を船橋市内に開設するとしているが、今回の決定に対しオートレース選手会は反発しており、廃止撤回を求める方針[61]。
- 16日～26日 - 【総合・オリンピック】 第2回夏季ユースオリンピックが中国・南京で開催。
- 22日 - 【ボクシング】 JBCは亀田興毅とUNITED BOXING GYMの三好渥義会長へのヒアリングを行い、移籍の経緯などについて聴取した[62][63][64][65][66][67][68][69]。→7月4日の出来事参照
- 25日 - 【ボクシング】 JBCは資格審査委員会を開き、JBCは資格審査委員会を開き、JBCルール11条3項の「特別の事情」に当たるとして同月22日の亀田興毅とUNITED BOXING GYMの三好渥義会長へのヒアリングの内容も踏まえて審議し、満場一致でUNITED BOXING GYMが申請していた亀田興毅のボクサーライセンスの更新を認めないという判断を下した。三好渥義会長が78歳の高齢でUNITED BOXING GYMに殆ど姿を見せないなど「三好会長が亀田選手とスムーズな連携をとってトレーナーも含めしっかりとコントロールし、明確な責任を持てるかどうかについてをヒアリングや調査などを元に総合的に審査したが、それについての憂慮と懸念がある。」ことが「特別な事情」と判断された為である。この結果、亀田興毅のUNITED BOXING GYMへの移籍申請が事実上却下された[70][71][72][73][74][75][76][77][78]。→7月4日及び8月22日の出来事参照
- 31日 - 【軟式野球】 第59回全国高等学校軟式野球選手権大会準決勝・中京高校対崇徳高校の試合は、0-0のまま延長戦に入り、3度のサスペンデッド・延べ4日に渡り行われ、延長50回の末3-0で中京高校が勝利した[79]。変則ダブルヘッダーで行われた決勝戦でも中京高校が勝利し二年ぶり通算七度目の優勝[80]。

### 9月
- 7日 -【女子野球】 第6回IBAF女子ワールドカップ決勝で日本がアメリカ合衆国に3-0で勝ち、四連覇を達成した[81][82]。
- 18日 -【セーリング】 サンタンデールで行われていたセーリング世界選手権RSX級で富沢慎が26位となり、日本は同競技におけるリオデジャネイロオリンピック出場枠を獲得。同五輪への日本代表の出場権獲得は初[83]。
- 27日 -【水泳】 仁川アジア大会に参加していた競泳の冨田尚弥が、韓国メディアのカメラを盗み日本選手団から追放された[84]。その後冨田は日本円で約10万円の略式命令を受け、10月7日には日本水泳連盟から資格停止1年5か月の制裁処分が発表された[85]。
- 28日 -【陸上競技】 第41回ベルリンマラソンの男子でデニス・キメットが2時間2分57秒の世界新記録で優勝。2時間2分台は史上初[86]。

### 10月
- 5日 - 【自動車】 F1日本グランプリのレース終盤、コースアウトしたエイドリアン・スーティルのマシンを撤去作業中の車両にジュール・ビアンキのマシンが激突。ビアンキは直ちに三重県四日市市内の病院に搬送され緊急手術を受けたが意識不明の重体[87]（その後2015年7月にフランス国内の病院で逝去[88]）。
- 8日 - 【陸上競技】 2015年の第91回箱根駅伝で5区及び6区のコース変更に伴い再計測したところ、実際には800メートル短かったことが判明。これにより総走行距離はこれまでの10区間、217.9キロメートルから217.1キロメートルになる。なお5区・6区以外の区間記録はそのまま有効となる[89]。→ 7月28日の出来事参照
- 12日 - 【ゴルフ】 男子プロゴルフ「トーシン・トーナメント」で、ホ・インヘ（英語版）（登録名はI・H・ホ、 韓国）が通算28アンダーで72ホールにおけるアンダーパー新記録をマークして日本ツアー初優勝を飾った[90]。
- 13日 - 【陸上競技】 台風19号の影響で、この日開催予定の出雲駅伝は一度予定通りの開催を発表したが、その後「選手の安全が確保できない」として大会史上初となる中止を決定[91]。
- 22日 - 【陸上競技】 2009年に前身の「東京国際女子マラソン」を引き継ぐ形で開始した横浜国際女子マラソンが、大会の財政難などを理由に11月16日に行われる第6回大会をもって終了することが明らかに。2015年以降は他の都市に開催地を変更して継続することが検討されている[92]。

### 11月
- 13日 - 【スケート】 フィギュアスケートの村主章枝が現役引退を表明。今後は振付師として後進の指導に当たる[93]。
- 23日 - 【ゴルフ】 女子プロゴルフ「エリエールレディス」で横峯さくらが今季初優勝し、不動裕理に続く史上2人目の生涯獲得賞金10億円を突破[94]。一方不動はこの大会予選落ちとなり、1997年以来続けていた賞金ランキングによるシード権を喪失した（ただし永久シードのため従来通り試合には出場可能）[95]。
- 26日 - 【バスケットボール】 国際バスケットボール連盟は日本に資格停止を通告していたことが分かった[96]。国内に2つの男子リーグ（NBLとbjリーグ）が併存状態にあり、解消の見込みがないことなどが理由。

- 29日 - 【スキー】 フィンランドで行われたワールドカップジャンプで葛西紀明が同点優勝を飾り、自身の最年長優勝記録を42歳5か月に更新した[97]。→1月11日の出来事参照

### 12月
- 1日 - 【陸上競技】 早稲田大学競走部は、渡辺康幸駅伝監督が2015年3月末の任期満了をもって退任すると発表。後任は未定[98]。
- 8日 - 【アイスホッケー】 12月7日に行われた全日本選手権決勝で準優勝した東北フリーブレイズの選手2人が、相手選手への握手を拒んだ上にメダルを試合会場内のゴミ箱に投げ入れる不適切行為が発覚し、チームは準優勝を返上すると同時に2人を12月20日に行われるアジアリーグに出場させないほか、社長の減俸の処分を発表した[99]。これに対し日本アイスホッケー連盟は12月24日、準優勝の返上撤回を求めると同時に、当該選手に対して再発防止を目的とした研修会への参加を義務づけるなどの処分を発表した[100]。
- 16日 - 【ゴルフ】 日本プロゴルフ殿堂は第3回殿堂入り顕彰者として石井朝夫、陳清波、杉原輝雄、岡本綾子の4名を選出したことを発表した[101][102]。
- 22日 - 【陸上競技】 日本陸上競技連盟は、今年で終了した「横浜国際女子マラソン」の後継大会を2015年11月15日に埼玉県内で開催すると発表した。正式な大会名称及びコースなど詳細については引き続き協議している[103]。→10月22日の出来事参照
- 27日 - 【ボクシング】 昨年12月に行われた亀田大毅の統一世界戦で「混乱を招いた」として今年2月に当時の亀田ジムの会長とマネージャーが事実上のライセンス剥奪を受けたことについて、亀田側は「処分は不当」として日本ボクシングコミッションに対し処分の取り消し及び地位確認を求める訴訟を東京地方裁判所に起こしたことを公表した[104]。→2月7日の出来事参照
- 28日 - 【スケート】 フィギュアスケートの町田樹が、この日行われた全日本選手権の終了後に現役引退を発表。町田は来年3月の世界選手権の代表にも選出されていたがこれも辞退した。今後は早稲田大学大学院に進学する[105]。
- 30日 - 【ボクシング】 WBO世界スーパーフライ級タイトルマッチにて、井上尚弥がプロ8戦目にして世界最速での2階級制覇を達成した[106]。
- 31日 - 【ボクシング】高山勝成がIBF・WBO世界ミニマム級王座決定戦を制して男女を通じて日本人として初めて主要4団体での世界戴冠を果たした[107]。

## 総合競技大会
- 第22回2014年ソチオリンピック（2月7日 - 23日） - 日本の獲得メダル: 金1、銀4、銅3

| 第22回ソチオリンピック         | 第22回ソチオリンピック  | 第22回ソチオリンピック | 第22回ソチオリンピック | 第22回ソチオリンピック | 第22回ソチオリンピック |
| 順位                           | 国・地域                | 金                     | 銀                     | 銅                     | 計                     |
| ------------------------------ | ----------------------- | ---------------------- | ---------------------- | ---------------------- | ---------------------- |
| 1                              | ロシア (RUS) （開催国） | 13                     | 11                     | 9                      | 33                     |
| 2                              | ノルウェー (NOR)        | 11                     | 5                      | 10                     | 26                     |
| 3                              | カナダ (CAN)            | 10                     | 10                     | 5                      | 25                     |
| 4                              | アメリカ合衆国 (USA)    | 9                      | 7                      | 12                     | 28                     |
| 5                              | オランダ (NED)          | 8                      | 7                      | 9                      | 24                     |
| 6                              | ドイツ (GER)            | 8                      | 6                      | 5                      | 19                     |
| 7                              | スイス (SUI)            | 6                      | 3                      | 2                      | 11                     |
| 8                              | ベラルーシ (BLR)        | 5                      | 0                      | 1                      | 6                      |
| 9                              | オーストリア (AUT)      | 4                      | 8                      | 5                      | 17                     |
| 10                             | フランス (FRA)          | 4                      | 4                      | 7                      | 15                     |
| 詳細はメダル受賞数一覧を参照。 |                         |                        |                        |                        |                        |

- 第11回ソチパラリンピック（3月7日 - 16日） - 日本の獲得メダル: 金3、銀1、銅2
- 第17回アジア競技大会（9月19日 - 10月4日、 韓国・仁川） - 日本の獲得メダル: 金47、銀76、銅77
- 第69回国民体育大会（冬季スケート・アイスホッケー: 1月28日 - 2月2日・栃木県、冬季スキー: 2月21日 - 24日・山形県、本大会会期前競技: 9月7日 - 14日・長崎県、本大会: 10月12日 - 22日・長崎県）
天皇杯順位: 優勝長崎県、第2位東京都、第3位愛知県
皇后杯順位: 優勝東京都、第2位長崎県、第3位愛知県
- 第14回全国障害者スポーツ大会（11月1日 - 3日、長崎県）

## アメリカンフットボール

### 日本の大会
- 第67回ライスボウル（1月3日、東京都文京区・東京ドーム）
オービックシーガルズ（社会人代表、4年連続7度目） 34-16 関西学院大学ファイターズ（学生代表）
- 第69回毎日甲子園ボウル（12月14日、兵庫県西宮市・阪神甲子園球場）[108]
関西学院大学ファイターズ（関西学生代表、4年連続27回目） 55-10 日本大学フェニックス（関東学生代表）
- 第28回ジャパンエックスボウル（12月15日、東京ドーム）[109]
富士通フロンティアーズ（X1イースト、初優勝） 44-10 IBMビッグブルー（X1イースト）

### 米国の大会
- VIZIO BCSナショナルチャンピオンシップ（1月6日、カリフォルニア州パサデナ・ローズボウル）
フロリダステイト・セミノールズ 34-31 オーバーン・タイガース
- 第48回スーパーボウル（2月2日、ニュージャージー州・メットライフ・スタジアム）
シアトル・シーホークス（NFC、初優勝） 43-8 デンバー・ブロンコス（AFC）

## オリエンテーリング
- 世界オリエンテーリング選手権（7月5日〜12日、 イタリア トレンティーノ・ヴェネト）
  - スプリント競技（男子）優勝: セーレン・ボバック（ デンマーク）
  - スプリント競技（女子）優勝: ジュディス・ワイダー（ スイス）
  - 混成スプリントリレー:  スイス
  - ロング競技（男子）優勝: ティエリー・ジョルジュ（ フランス）
  - ロング競技（女子）優勝: スヴェトラーナ・ミロノヴァ（ ロシア）
  - ミドル競技（男子）優勝: オラフ・ルンダネス（ ノルウェー）
  - ミドル競技（女子）優勝: アニカ・ビルスタム（ スウェーデン）
  - リレー競技（男子）優勝:  スイス
  - リレー競技（女子）優勝:  スウェーデン
- オリエンテーリング・ワールドカップ2014（計14戦）
  - 総合優勝（男子）: ダニエル・フブマン（ スイス）
  - 総合優勝（女子）：トーベ・アレクサンダーソン（ スウェーデン）

## 競艇
SG・プレミアムGI・レディースチャレンジカップ競走の結果についてのみまとめるものとする。
| グレード | 競走名                                                 | 開催競艇場 | 期間                                         | 優勝者                                              |
| -------- | ------------------------------------------------------ | ---------- | -------------------------------------------- | --------------------------------------------------- |
| SG       | 第49回総理大臣杯競走（ボートレースクラシック）         | 尼崎       | 3月18日 - 23日                               | 松井繁（大阪）                                      |
| GI       | 第15回競艇名人戦競走（マスターズチャンピオン）         | 唐津       | 4月15日 - 20日                               | 金子良昭（静岡）                                    |
| SG       | 第41回笹川賞競走（ボートレースオールスター）           | 福岡       | 5月27日 - 6月1日                             | 菊地孝平（静岡）                                    |
| SG       | 第24回グランドチャンピオン決定戦競走                   | 浜名湖     | 6月24日 - 30日                               | 菊池孝平（静岡）                                    |
| SG       | 第19回オーシャンカップ競走                             | 丸亀       | 7月16日 - 20日                               | 吉田拡郎（岡山）                                    |
| GI       | 第28回女子王座決定戦競走（レディースチャンピオン）     | 三国       | 8月5日 - 11日（台風11号のため日程1日順延）   | 水口由紀（滋賀）                                    |
| SG       | 第60回モーターボート記念競走（ボートレースメモリアル） | 若松       | 8月26日 - 31日                               | 白井英治（山口）                                    |
| GI       | 第1回ヤングダービー競走                                | 戸田       | 9月23日 - 28日                               | 桐生順平（埼玉）                                    |
| SG       | 第61回全日本選手権競走（ボートレースダービー）         | 常滑       | 10月15日 - 20日（台風19号のため日程1日順延） | 仲口博崇（愛知）                                    |
| SG       | 第17回チャレンジカップ競走                             | 下関       | 11月25日 - 30日                              | 太田和美（大阪）                                    |
| GII      | 第1回レディースチャレンジカップ競走                    | 下関       | 11月25日 - 11月30日                          | 岸恵子（徳島）                                      |
| SG       | 第29回賞金王決定戦競走（ボートレースグランプリ）       | 平和島     | 12月18日 - 23日                              | シリーズ戦 平本真之（愛知） 決定戦 茅原悠紀（岡山） |
| GI       | 第3回賞金女王決定戦競走（クイーンズクライマックス）    | 住之江     | 12月26日 - 31日                              | 日高逸子（福岡）                                    |

## 競馬

### UAE（アラブ首長国連邦）
- ドバイワールドカップデー（3月29日、ドバイ・メイダン競馬場[110]）
  - ゴドルフィンマイル 優勝：バラエティクラブ、騎手：アントン・マーカス
  - ドバイデューティフリー 優勝：ジャスタウェイ、騎手：福永祐一
  - ドバイシーマクラシック 優勝：ジェンティルドンナ、騎手：ライアン・ムーア
  - ドバイワールドカップ 優勝：アフリカンストーリー、騎手：シルベストル・デ・ソウサ

### オーストラリア
- オールエイジドステークス（4月26日、ロイヤルランドウィック競馬場[111]）
  - 優勝：ハナズゴール、騎手：ナッシュ・ローウィラー
- 第137回コーフィールドカップ（10月18日、コーフィールド競馬場[112]）
  - 優勝：アドマイヤラクティ、騎手：ザカリー・パートン
- 第154回メルボルンカップ（11月4日、フレミントン競馬場[112]）
  - 優勝：プロテクショニスト、騎手：ライアン・ムーア

### 香港
- クイーンエリザベスII世カップ（4月27日、沙田競馬場[113]）
  - 優勝：デザインズオンローム、騎手：トミー・ベリー
- ロンジン香港国際競走2014（12月14日、沙田競馬場[114]）
  - 香港ヴァーズ 優勝：フリントシャー、騎手：マキシム・ギュイヨン
  - 香港スプリント 優勝：エアロヴェロシティ、騎手：ザカリー・パートン
  - 香港マイル 優勝：エイブルフレンド、騎手：ジョアン・モレイラ
  - 香港カップ 優勝：デザインズオンローム、騎手：ジョアン・モレイラ

### フランス
- 第93回凱旋門賞（10月5日、ロンシャン競馬場[115]）
  - 優勝：トレヴ、騎手：ティエリ・ジャルネ

## ゴルフ

### 男子プロ
- フェデックスカップ総合優勝：ビリー・ホーシェル（ アメリカ合衆国）
- PGAツアー賞金王：ローリー・マキロイ（ 北アイルランド）
- マスターズ・トーナメント（4月10日 - 13日、米国ジョージア州・オーガスタ・ナショナルGC/7435Yards, Par72）
  - 優勝：バッバ・ワトソン（ アメリカ合衆国） -8（280）（2年ぶり2回目）
- 第114回全米オープンゴルフ（6月12日 - 15日、米国ノースカロライナ州・パインハーストリゾートコースNo.2/7562Yards, Par70[116]）
  - 優勝：マルティン・カイマー（ ドイツ） -9（271）※今大会初優勝（メジャー2勝目）
    - 日本人最高は松山英樹の+8（288）で35位タイ
- 第143回全英オープンゴルフ（7月17日 - 20日、イングランドホイレーク・ロイヤルリヴァプールGC/7312Yards, Par72[117]）
  - 優勝：ローリー・マキロイ（ 北アイルランド） -17（271）※今大会初優勝（メジャー3勝目）
    - 日本人最高は松山英樹と小田孔明の-1（287）で39位タイ
- 第96回全米プロゴルフ選手権（8月7日 - 10日、米国ケンタッキー州・バルハラGC/7458Yards, Par71[118]）
  - 優勝：ローリー・マキロイ（ 北アイルランド） -16（268）※2年ぶり2度目（メジャー4勝目）
    - 日本人最高は松山英樹の-3（281）で36位タイ
- 第40回ライダーカップ：ヨーロッパ選抜 16½ - 11½ アメリカ選抜

### 世界5大大会（女子）
- クラフト・ナビスコ選手権（4月3日 - 6日、米国カリフォルニア州・ミッションヒルズCC/6738Yards, Par72）
  - 優勝：レクシー・トンプソン（ アメリカ合衆国） -14（274）※今大会初優勝
- 第69回全米女子オープン（6月19日 - 22日、米国ノースカロライナ州・パインハーストリゾートコースNo.2/6296Yards, Par70[119]）
  - 優勝：ミシェル・ウィー（ アメリカ合衆国） -2（278） ※メジャー初制覇
    - 日本人最高は横峯さくらの+4（284）で7位タイ
- 全英リコー女子オープン（7月10日 - 13日、イングランド・ロイヤルパークデールGC/6548Yards, Par72[120]）
  - 優勝：モー・マーティン（ アメリカ合衆国） -1（287） ※メジャー初制覇
    - 日本人最高は原江里菜の+7（295）で21位タイ
- 全米女子プロゴルフ選手権（8月14日 - 17日、米国ニューヨーク州・モンローGC/6717Yards, Par72[121]）
  - 優勝：朴仁妃（ 韓国） -11（277）※プレーオフ、大会連覇（メジャー5勝目）
    - 日本人最高は野村敏京の+4（292）で48位タイ
- エビアン選手権（9月11日 - 14日、フランス・ザ・エビアン・リゾートGC/6453Yards, Par71[122]）
  - 優勝：金孝周（ 韓国） -11（273）※ツアー初勝利がメジャー初制覇
    - 日本人最高は横峯さくらの+3（287）で29位タイ

### シニア・チャンピオンズツアー
- チャールズ・シュワブ・カップ総合優勝：ベルンハルト・ランガー（ ドイツ）
- チャンピオンズツアー賞金王：ベルンハルト・ランガー（ ドイツ）
- リージョンズ・トラディション 優勝：ケニー・ペリー（ アメリカ合衆国）
- 全米プロシニアゴルフ選手権 優勝：コリン・モンゴメリー（ スコットランド）
- シニア・プレーヤーズ選手権 優勝：ベルンハルト・ランガー（ ドイツ）
- 第35回全米シニアオープン（7月10日 - 13日、米国オクラホマ州・オークツリー・ナショナルGC/7219Yards, Par71[123]）
  - 優勝：コリン・モンゴメリー（ スコットランド） -5（279） ※プレーオフ
- 全英シニアオープン（7月24日 - 27日、ウェールズブリッジエンド・ロイヤルポースコールGC/6901Yards, Par71[124]）
  - 優勝：ベルンハルト・ランガー（ ドイツ） -18（266）
    - 日本人最高は奥田靖己、植田浩史、井戸木鴻樹の+12（296）で52位タイ[125]

### 日本男子ツアー（JGTO）

#### 日本男子賞金王
- 小田孔明（ 日本） （初）[126]

#### 日本男子4大大会
- 第82回日本プロゴルフ選手権大会（6月5日 - 8日、兵庫県西脇市・ゴールデンバレーGC/7233Yards, Par72）
  - 優勝：手嶋多一（ 日本） -9（279）※今大会初優勝（メジャー2勝目）
- 第15回日本ゴルフツアー選手権（6月19日 - 22日、茨城県笠間市・宍戸ヒルズCC西コース/7402Yards, Par72）
  - 優勝：竹谷佳孝（ 日本） -17（271） ※ツアー初勝利が日本男子メジャー初制覇[127]
- 第79回日本オープンゴルフ選手権競技（10月16日 - 19日、千葉県野田市・千葉CC梅郷コース/7081Yards, Par70）
  - 優勝：池田勇太（ 日本） -10（270） ※今大会初優勝（メジャー2勝目）[128]
- 第51回ゴルフ日本シリーズ（12月4日 - 7日、東京都稲城市・東京よみうりCC/7023Yards, Par70）
  - 優勝：宮本勝昌（ 日本） -9（271） ※今大会13年ぶり3勝目（メジャー5勝目）[126]

### 日本女子ツアー（JLPGA）

#### JLPGA賞金女王
- アン・ソンジュ（ 韓国） （3年ぶり3回目）[129]

#### 日本女子4大大会
- 第42回ワールドレディスチャンピオンシップ（5月8日 - 11日、茨城県つくばみらい市・茨城GC西コース/6630Yards, Par72）
  - 優勝：成田美寿々（ 日本） -9（279） ※日本女子メジャー初制覇
- 第47回日本女子プロゴルフ選手権大会（9月11日 - 14日、兵庫県三木市・美奈木GC/6645Yards, Par72）
  - 優勝：鈴木愛（ 日本） -5（283） ※ツアー初勝利が日本女子メジャー初制覇[130]
- 第47回日本女子オープンゴルフ選手権競技（10月2日 - 5日、滋賀県栗東市・琵琶湖CC栗東/三上コース/6522Yards, Par72）
  - 優勝：テレサ・ルー（ 台湾） -8（280） ※日本女子メジャー初制覇[131]
    - 日本人最高は永井花奈（アマチュア）の-6（282）で3位
- 第36回LPGAツアーチャンピオンシップ（11月27日 - 30日、宮崎県宮崎市・宮崎CC/6428Yards, Par72）
  - 優勝：テレサ・ルー（ 台湾） -10（278） ※今大会初優勝（メジャー2勝目）
    - 日本人最高は穴井詩の-10（278）、プレーオフでテレサ・ルーに敗れ2位[132]

## 柔道
- 皇后盃全日本女子柔道選手権大会（4月20日、横浜文化体育館）
- 優勝: 山部佳苗（ミキハウス）（2年ぶり2回目）
- 全日本柔道選手権大会（4月29日、日本武道館）
優勝: 王子谷剛志（東海大）（初優勝）

## 体操
- 第68回全日本体操競技個人総合選手権大会（5月9日〜11日、代々木第一体育館）
男子個人総合優勝: 内村航平（コナミ）181.200（7年連続7回目）
女子個人総合優勝: 笹田夏実（日体大）55.950（2年連続2回目）
- 第53回NHK杯体操選手権（6月7日〜8日、代々木第一体育館）
男子個人総合優勝: 内村航平（コナミ）90.450（7年連続7回目）
女子個人総合優勝: 笹田夏実（日体大）55.750（初優勝）

## 卓球
- 全日本卓球選手権大会（1月14日 - 19日、東京体育館）
男子シングルス優勝: 水谷隼（DIOジャパン）（3年ぶり6回目）
女子シングルス優勝: 石川佳純（全農）（3年ぶり2回目）
男子ダブルス優勝: 森薗政崇&三部航平（青森山田高等学校）（初優勝）
女子ダブルス優勝: 平野早矢香（ミキハウス）&石川佳純（全農）（5年ぶり2回目）
混合ダブルス優勝: 張一博（東京アート）&森薗美咲（日立化成）（初優勝）
- 第52回世界卓球選手権団体戦 （4月28日 - 5月5日、国立代々木競技場）
男女優勝: 中国、女子準優勝: 日本（31年ぶりの銀メダル）

## テニス

### グランドスラム
- 全豪オープン（1月13日 - 26日）
  - 男子シングルス優勝：スタニスラス・バブリンカ（ スイス）（初優勝）
  - 女子シングルス優勝：李娜（ 中国）（初優勝）
  - 男子ダブルス優勝：ルカシュ・クボット（ ポーランド&ロバート リンステッド組（ スウェーデン）（初優勝）
  - 女子ダブルス優勝：サラ・エラニ&ロベルタ・ビンチ組（ イタリア）（2年連続2回目）
  - 混合ダブルス優勝：クリスティナ・マダナビッチ( フランス)&ダニエル・ネスター組( カナダ)（初優勝）
- 全仏オープン（5月25日 - 6月8日）
  - 男子シングルス優勝：ラファエル・ナダル（ スペイン）（5年連続9回目）
  - 女子シングルス優勝：マリア・シャラポワ（ ロシア）（2年ぶり2回目）
  - 男子ダブルス優勝：ジュリアン・ベネトー&エドゥアール・ロジェ＝バセラン組（ フランス）（初優勝）
  - 女子ダブルス優勝：謝淑薇（ チャイニーズタイペイ）&彭帥組（ 中国）（初優勝）
  - 混合ダブルス優勝：アンアレーナ・グローネフェルド( ドイツ)&ジャンジュリアン・ロジェール組( オランダ)（初優勝）
- 2014年ウィンブルドン選手権（6月23日 - 7月6日）
  - 男子シングルス優勝：ノバク・ジョコビッチ（ セルビア）（3年ぶり2回目）
  - 女子シングルス優勝：ペトラ・クビトバ（ チェコ）（3年ぶり2回目）
  - 男子ダブルス優勝：バセク・ポスピシル（ カナダ）&ジャック・ソック組（ アメリカ合衆国）（初優勝）
  - 女子ダブルス優勝：サラ・エラニ&ロベルタ・ビンチ組（ イタリア）（初優勝）
  - 混合ダブルス優勝：ネナド・ジモニッチ（ セルビア）&サマンサ・ストーサー（ オーストラリア）（初優勝）
- 全米オープン（8月25日 - 9月8日）
  - 男子シングルス優勝：マリン・チリッチ（ クロアチア）（初優勝）
  - 女子シングルス優勝：セリーナ・ウィリアムズ（ アメリカ合衆国）（3年連続6回目）
  - 男子ダブルス優勝：ボブ・ブライアン&マイク・ブライアン組（ アメリカ合衆国）（2年ぶり5回目）
  - 女子ダブルス優勝：エカテリーナ・マカロワ&エレナ・ベスニナ組（ ロシア）（初優勝）
  - 混合ダブルス優勝：サニア・ミルザ（ インド）&ブルーノ ・ソアレス（ ブラジル）（初優勝）

## ボクシング

### 日本のジム所属選手の世界戦
| 開催日   | 会場                                                              | タイトル種別                                  | 対戦者                                                | 結果            | 対戦者                                                   |
| -------- | ----------------------------------------------------------------- | --------------------------------------------- | ----------------------------------------------------- | --------------- | -------------------------------------------------------- |
| 2月9日   | 韓国 春川市                                                       | WBO女子ミニフライ級 タイトルマッチ            | 山田真子 （13位/博多協栄）                            | ☆判定2－1★      | 弘蘇云 （王者/ 韓国）                                    |
| 3月26日  | 東京都文京区 後楽園ホール                                         | WBA世界スーパーフライ級 王座決定戦            | 河野公平 （2位/ワタナベ）                             | ☆8回50秒KO★     | デンカオセーン・カオウィチット （1位/ タイ）             |
| 4月6日   | 東京都大田区 大田区総合体育館                                     | WBC世界ライトフライ級 タイトルマッチ          | 井上尚弥 （4位/大橋）                                 | ☆6回2分54秒TKO★ | アドリアン・エルナンデス （王者/ メキシコ）              |
| 4月6日   | 東京都大田区 大田区総合体育館                                     | WBC世界フライ級 タイトルマッチ                | 八重樫東 （王者/大橋）                                | ☆9回2分14秒KO★  | オディロン・サレタ （8位/ メキシコ）                     |
| 4月23日  | 大阪府大阪市中央区 大阪城ホール                                   | WBC世界バンタム級 タイトルマッチ              | 山中慎介 （王者/帝拳）                                | ☆9回11秒TKO★    | シュテファーヌ・ジャモエ （3位/ ベルギー）               |
| 4月23日  | 大阪府大阪市中央区 大阪城ホール                                   | IBF世界スーパーバンタム級 タイトルマッチ      | 長谷川穂積 （13位/真正）                              | ★7回1分20秒TKO☆ | キコ・マルチネス （王者/ スペイン）                      |
| 5月7日   | 大阪府大阪市浪速区 大阪府立体育会館                               | IBF世界フライ級 タイトルマッチ                | 井岡一翔 （10位/井岡）                                | ★判定1－2☆      | アムナット・ルエンロン （王者/ タイ）                    |
| 5月7日   | 大阪府大阪市浪速区 大阪府立体育会館                               | IBF世界ミニマム級 タイトルマッチ              | 高山勝成 （王者/仲里）                                | ☆判定3－0★      | 小野心 （10位/ワタナベ）                                 |
| 5月17日  | 大阪府大阪市大正区 アゼリア大正                                   | WBC女子世界ミニフライ級 タイトルマッチ        | 安藤麻里 （王者/フュチュール）                        | ★判定0－3☆      | 黒木優子 （4位/Yuko）                                    |
| 5月17日  | 大阪府大阪市大正区 アゼリア大正                                   | WBO女子アトム級 初代王座決定戦                | 池山直 （6位/フュチュール）                           | ☆判定3－0★      | ジョゼベル・パガデュアン （ フィリピン）                 |
| 5月25日  | 和歌山県和歌山市 和歌山ビッグウエーブ                             | WBC女子フライ級 タイトルマッチ                | 真道ゴー （王者/クラトキ）                            | ☆8回19秒TKO★    | クレドペッチ・ルックムアンカン （11位/ タイ）            |
| 7月7日   | 東京都文京区 後楽園ホール                                         | WBA女子スーパーフライ級 タイトルマッチ        | 藤岡奈穂子 （王者/竹原慎二&畑山隆則）                 | ☆判定3－0★      | 川西友子 （4位/大阪帝拳）                                |
| 7月12日  | アメリカ合衆国 ネバダ州ラスベガス MGMグランド・ガーデン・アリーナ | WBO世界バンタム級 タイトルマッチ              | 亀田和毅 （王者/亀田）                                | ☆7回1分35秒TKO★ | プンルアン・ソー・シンユー （3位/ タイ）                 |
| 7月18日  | 兵庫県神戸市中央区 神戸ポートピアホテル                           | IBF世界スーパーフライ級 王座決定戦            | 帝里木下 （3位/千里馬神戸）                           | ★判定0－3☆      | ゾラニ・テテ （1位/ 南アフリカ共和国）                   |
| 8月2日   | 東京都足立区 足立区総合スポーツセンター                           | WBC女子アトム級 タイトルマッチ                | 小関桃 （王者/青木）                                  | ☆8回29秒TKO★    | デニス・キャッスル （2位/ イギリス）                     |
| 8月2日   | 東京都足立区 足立区総合スポーツセンター                           | IBF女子世界ライトフライ級 タイトルマッチ      | 柴田直子 （王者/ワールドスポーツ）                    | ☆9回1分49秒TKO★ | アナ・アラゾーラ（1位/ メキシコ）                        |
| 8月9日   | メキシコ ヌエボ・レオン州モンテレイ モンテレー・アリーナ          | IBF・WBO世界ミニマム級 王座統一戦             | 高山勝成 （IBF王者/仲里）                             | ★判定0－3☆      | フランシスコ・ロドリゲス・ジュニア （WBO王者/ メキシコ） |
| 9月5日   | 東京都渋谷区 国立代々木競技場第二体育館                           | WBC世界ライトフライ級 タイトルマッチ          | 井上尚弥 （王者/大橋）                                | ☆11回1分8秒TKO★ | サマートレック・ゴーキャットジム （15位/ タイ）          |
| 9月5日   | 東京都渋谷区 国立代々木競技場第二体育館                           | WBC世界フライ級 タイトルマッチ                | 八重樫東 （王者/大橋）                                | ★9回2分24秒TKO☆ | ローマン・ゴンサレス （1位/ ニカラグア）                 |
| 9月20日  | 大阪府大阪市大正区 アゼリア大正                                   | WBO女子世界アトム級 タイトルマッチ            | 池山直 （王者／フュチュール）                         | ☆判定3－0★      | 秋田屋まさえ （ワイルドビート）                          |
| 9月20日  | 大阪府大阪市大正区 アゼリア大正                                   | WBO女子世界ミニフライ級 王座決定戦            | 池原シーサー久美子 （フュチュール）                   | ☆判定2－1★      | グレッツェン・アバニエル （ フィリピン）                 |
| 10月22日 | 国立代々木競技場 第二体育館                                       | WBC世界バンタム級 タイトルマッチ              | 山中慎介 （王者/帝拳）                                | ☆判定3－0★      | スリヤン・ソー・ルンヴィサイ （1位/ タイ）               |
| 10月25日 | 長野県千曲市 戸倉体育館                                           | WBA女子世界ライトミニマム級 タイトルマッチ    | 宮尾綾香 （王者/大橋）                                | ☆10回1分58秒KO★ | 西村聡美 （8位/折尾）                                    |
| 11月1日  | アメリカ合衆国 イリノイ州シカゴ                                   | WBO世界バンタム級 王座統一戦                  | 亀田和毅 （正規王者/亀田）                            | ☆判定2－1★      | アレハンドロ・エルナンデス （暫定王者/ メキシコ）        |
| 11月1日  | 福岡県福岡市中央区 アクロス福岡                                   | WBC女子世界ミニフライ級 タイトルマッチ        | 黒木優子 （王者/YuKO）                                | ☆判定2-1★       | カティア・グティエレス （2位/ メキシコ）                 |
| 11月8日  | ドイツ バーデン＝ヴュルテンベルク州シュトゥットガルト             | WBA女子世界フライ級 タイトルマッチ            | 藤岡奈穂子 （スーパーフライ級王者/竹原慎二&畑山隆則） | ★判定0－3☆      | スージー・ケンティキアン （スーパー王者/ ドイツ）        |
| 11月8日  | メキシコ ケレタロ州ケレタロ                                       | WBA女子世界ミニマム級 タイトルマッチ          | 多田悦子 （3位/新正）                                 | ★判定1－2☆      | アナベル・オルティス （王者/ メキシコ）                  |
| 11月22日 | 神奈川県横浜市都筑区 横浜国際プール                               | WBC世界スーパーフェザー級 タイトルマッチ      | 三浦隆司 （王者／帝拳）                               | ☆6回2分15秒TKO★ | エドガル・プエルタ （1位/ メキシコ）                     |
| 11月22日 | 神奈川県横浜市都筑区 横浜国際プール                               | WBC世界フライ級 タイトルマッチ                | ローマン・ゴンサレス （王者/ ニカラグア）             | ☆6回2分12秒TKO★ | ロッキー・フエンテス （8位/ フィリピン）                 |
| 11月23日 | イギリス マージーサイド州リヴァプール                             | WBA世界スーパーバンタム級 タイトルマッチ      | 大竹秀典 （5位/金子）                                 | 判定★0－3☆      | スコット・クィッグ （王者/ イギリス）                    |
| 12月6日  | メキシコ ヌエボ・レオン州モンテレイ                               | WBC女子世界フライ級 タイトルマッチ            | 真道ゴー （王者／グリーンツダ）                       | ★判定1－2☆      | アレリー・ムシーニョ （1位/ メキシコ）                   |
| 12月30日 | 東京都渋谷区 東京体育館                                           | WBO世界スーパーフライ級 タイトルマッチ        | 井上尚弥 （8位/大橋）                                 | ☆2回3分1秒KO★   | オマール・ナルバエス （王者/ アルゼンチン）              |
| 12月30日 | 東京都渋谷区 東京体育館                                           | WBC世界ライトフライ級 王座決定戦              | 八重樫東 （3位／大橋）                                | ★7回2分45秒KO☆  | ペドロ・ゲバラ （1位/ メキシコ）                         |
| 12月30日 | 東京都渋谷区 東京体育館                                           | WBC世界ライト級 王座決定戦                    | ホルヘ・リナレス （1位/ ベネズエラ）                  | ☆4回1分50秒KO★  | ハビエル・プリエト （2位/ メキシコ）                     |
| 12月31日 | 東京都大田区 大田区総合体育館                                     | WBA世界スーパーフェザー級 タイトルマッチ      | 内山高志 （王者/ワタナベ）                            | ☆9回終了時TKO★  | イスラエル・ペレス （8位/ アルゼンチン）                 |
| 12月31日 | 東京都大田区 大田区総合体育館                                     | WBA世界スーパーフライ級 タイトルマッチ        | 河野公平 （王者/ワタナベ）                            | 1-1判定引分     | ノルベルト・ヒメネス （5位/ ドミニカ共和国）             |
| 12月31日 | 東京都大田区 大田区総合体育館                                     | WBA世界ライトフライ級 タイトルマッチ          | 田口良一 （8位/ワタナベ）                             | ☆判定3－0★      | アルベルト・ロッセル （王者/ ペルー）                    |
| 12月31日 | 大阪府大阪市浪速区 大阪府立体育会館                               | WBA・WBO世界スーパーバンタム級 タイトルマッチ | 天笠尚 （WBA10位・WBO6位/山上）                       | ★11回終了時TKO☆ | ギレルモ・リゴンドウ · （WBA・WBO王者/ キューバ）        |
| 12月31日 | 大阪府大阪市浪速区 大阪府立体育会館                               | IBF・WBO世界ミニマム級 王座決定戦             | 高山勝成 （IBF3位・WBO1位/仲里）                      | ☆7回2分24秒TKO★ | 大平剛 （IBF6位・WBO2位/花形）                           |

## モータースポーツ
FIA F1世界選手権シリーズ
- ドライバーズ・チャンピオン：ルイス・ハミルトン（ イギリス、6年ぶり2度目[133]）
- コンストラクターズ・チャンピオン：メルセデスAMG F1（初[134]）
- 2014日本グランプリ （10月3日 - 5日、三重県鈴鹿市・鈴鹿サーキット/1周5.807 km×決勝53周）
  - 優勝：ルイス・ハミルトン（ イギリス、メルセデスAMG F1）
    - 台風18号による荒天及びレース中のアクシデントにより46周目に赤旗が振られ、44周終了時点で打ち切りとなった[135]。

WEC世界耐久選手権シリーズ
- 第82回ル・マン24時間耐久自動車レース決勝（6月14日 - 15日、フランス・ル・マン市・サルト・サーキット/1周13.629 km[136]）
  - 総合優勝・LMP1クラス優勝：アウディR18・e-tronクアトロ2号車 379周
  - LMP2クラス優勝：ザイテック・Z11SN - ニッサン46号車 356周
  - GTEプロクラス優勝：フェラーリ458・イタリア51号車 339周
  - GTEアマクラス優勝：アストンマーティン・バンテージV8 95号車 334周

SUPER GT

## ラグビー

### 第51回日本選手権
- 第51回日本ラグビーフットボール選手権大会・決勝（3月9日、東京都新宿区・国立霞ヶ丘競技場陸上競技場｝
パナソニック ワイルドナイツ（4年ぶり4度目[137]）　30-21　東芝ブレイブルーパス

### ジャパンラグビートップリーグ
- レギュラーシーズン1ｓｔステージ：2013年8月30日 - 10月27日、2ndステージ：2013年11月30日 -2014年1月19日（2ndステージ順位）
1位 : パナソニック ワイルドナイツ 勝点36
2位 : サントリーサンゴリアス  勝点32
3位 : 神戸製鋼コベルコスティーラーズ 勝点24
4位 : 東芝ブレイブルーパス 勝点23
以上4チームがプレーオフ（マイクロソフトカップ）に進出
- プレーオフ・決勝（2月11日、東京都港区・秩父宮ラグビー場）
パナソニック ワイルドナイツ（3年ぶり2度目[137]） 45-22 サントリーサンゴリアス
  - 本来は2月9日開催予定だったが、降雪の影響により2日順延して開催された[138]。

### 日本の学生ラグビー
- 第93回全国高等学校ラグビーフットボール大会・決勝（1月7日、大阪府東大阪市・近鉄花園ラグビー場）
東海大仰星高等学校（大阪府第1地区代表、7年ぶり3回目） 19-14 桐蔭学園高等学校（神奈川県代表）
- 第50回全国大学ラグビーフットボール選手権大会・決勝（1月12日、国立霞ヶ丘陸上競技場）
帝京大学（5年連続5回目） 41-34 早稲田大学

## 陸上競技

### マラソン

#### 総合
- 東京マラソン2014（2月23日、東京都新宿区・東京都庁舎前スタート/東京都江東区・東京国際展示場ゴール）
  - 男子優勝：ディクソン・チュンバ（ ケニア） 2時間5分42秒（大会新記録・大会初優勝）
  - 日本勢最高：松村康平（三菱重工長崎） 2時間8分9秒（8位）
  - 女子優勝：ティルフィ・ツェガエ（ エチオピア） 2時間22分23秒（大会新記録・大会初優勝）
  - 日本勢最高：伊藤舞（大塚製薬） 2時間28分36秒（7位）

#### 男子
- 第63回別府大分毎日マラソン（2月2日、大分県大分市・大分マリーンパレス水族館（うみたまご）前スタート/大分市営陸上競技場ゴール）
  - 優勝：アブラハム・キプリモ（ ウガンダ） 2時間9分23秒（大会初優勝）
  - 日本勢最高：今井正人（トヨタ自動車九州） 2時間9分30秒（2位）
- 第69回びわ湖毎日マラソン（3月2日、滋賀県大津市・皇子山陸上競技場発着）
  - 優勝：バズ・ウォルク（ エチオピア） 2時間9分10秒（大会初優勝）
  - 日本勢最高：佐々木悟（旭化成） 2時間9分47秒（2位）
- 第68回福岡国際マラソン（12月7日、福岡県福岡市中央区・平和台陸上競技場発着）
  - 優勝：パトリック・マカウ（ ケニア） 2時間8分22秒（大会初優勝）
  - 日本勢最高：藤原正和（ホンダ） 2時間9分6秒（4位）[139]

#### 女子
- 第33回大阪国際女子マラソン（1月26日、大阪府大阪市東住吉区・長居陸上競技場発着）
  - 優勝：タチアナ・ガメラ＝シュミルコ（ ウクライナ） 2時間24分37秒（大会連覇）2015年に発覚したドーピング違反による優勝剥奪により打ち消し線挿入
  - 日本勢最高：赤羽有紀子（ホクレン） 2時間26分0秒（2位）
- 第3回名古屋ウィメンズマラソン2014（3月9日、愛知県名古屋市東区・ナゴヤドーム前スタート/ナゴヤドーム内ゴール）
  - 優勝：マリア・コノワロワ（ ロシア） 2時間23分43秒（大会初優勝）
  - 日本勢最高：木崎良子（ダイハツ） 2時間25分26秒（3位）
- 第6回横浜国際女子マラソン（11月16日、神奈川県横浜市中区・山下公園前スタート/山下公園内ゴール）
  - 優勝：田中智美（第一生命） 2時間26分57秒（大会初優勝がマラソン初制覇）[140]

### 駅伝

#### 総合
- 国際千葉駅伝2014（11月24日、千葉県千葉市稲毛区・千葉県総合スポーツセンター陸上競技場発着/6区間・42.195 km）
  - 優勝： 日本  2時間5分53秒（5年ぶり3度目）[141]

#### 同日開催
- 男子第65回・女子第26回全国高等学校駅伝競走大会（12月21日、京都府京都市右京区・西京極陸上競技場発着/男子7区間・42.195 km、女子5区間・21.0975 km）
  - 男子優勝：広島県立世羅高等学校（広島県） 2時間2分39秒（3年ぶり8回目）[142]
  - 女子優勝：大阪薫英女学院高等学校（大阪府） 1時間7分26秒（初優勝）[143]

#### 男子
- 第58回全日本実業団対抗駅伝競走大会（1月1日、群馬県前橋市・群馬県庁前発着/7区間・100.0 km）
  - 優勝：コニカミノルタ 4時間53分35秒（2年連続8回目）
- 第90回東京箱根間往復大学駅伝競走（1月2日 - 3日、東京都千代田区・読売新聞東京本社前⇔神奈川県足柄下郡箱根町・芦ノ湖往復/往路5区間・108.0 km、復路5区間・109.9 km）
  - 総合優勝：東洋大学 10時間52分51秒（2年ぶり4度目）
  - 往路優勝：東洋大学 5時間27分13秒（2年ぶり5度目）
  - 復路優勝：東洋大学 5時間25分38秒（復路新記録・2年ぶり4度目）
- 第19回天皇盃全国都道府県対抗男子駅伝競走大会（1月19日、広島県広島市中区・広島平和記念公園前発着/7区間・48.0 km）
  - 優勝：長野県 2時間19分20秒（5年ぶり6回目）
- 第26回出雲全日本大学選抜駅伝競走（10月13日、島根県出雲市・出雲大社前スタート/出雲ドーム前ゴール/6区間・45.1 km）
  - 台風19号接近のため大会中止[91]
- 第46回全日本大学駅伝対校選手権大会（11月2日、愛知県名古屋市熱田区・熱田神宮西門前スタート/三重県伊勢市・伊勢神宮内宮宇治橋前ゴール/8区間・106.8 km）
  - 優勝：駒澤大学 5時間14分36秒（4年連続12回目）[144]

#### 女子
- 第32回皇后盃全国都道府県対抗女子駅伝競走大会（1月12日、京都府京都市右京区・西京極陸上競技場発着/9区間・42.195 km）
  - 優勝：京都府 2時間15分32秒（3年ぶり15回目）
- 第32回全日本大学女子駅伝対校選手権大会（10月26日、宮城県仙台市宮城野区・仙台市陸上競技場スタート/仙台市青葉区・仙台市役所前市民広場ゴール/6区間・38.0 km）
  - 優勝：立命館大学 2時間4分36秒（4年連続9回目）[145]
- 第34回全日本実業団対抗女子駅伝競走大会（12月14日、宮城県宮城郡松島町・松島町文化観光交流館前スタート/仙台市宮城野区・仙台市陸上競技場ゴール/6区間・42.195 km）
  - 優勝：デンソー 2時間26分12秒（大会新記録・2年連続2回目）[146]
- 第9回全日本大学女子選抜駅伝競走大会（12月23日、静岡県富士宮市・富士山本宮浅間大社前スタート/静岡県富士市・富士総合運動公園陸上競技場ゴール/7区間・43.4 km）
  - 優勝：立命館大学 2時間22分20秒（2年連続8回目）[147]

## 死去
- 1月10日 - 水沢薫（秋田県、野球、* 1965年）[148]
- 1月26日 - トム・ゴーラ（アメリカ合衆国、バスケットボール、* 1933年）[149]
- 1月28日 - 坂崎一彦（大阪府、野球、* 1938年）[150]
- 2月1日 - ルイス・アラゴネス（スペイン、サッカー、* 1938年）[151]
- 2月6日
  - 森徹（東京都〔旧満州生まれ〕、野球、* 1935年）[152]
  - ラルフ・カイナー（アメリカ合衆国、野球、* 1922年）[153]
- 3月4日（死亡公表） - ビル・ロビンソン（アメリカ合衆国、プロレス、* 1938年）[154]
- 4月25日 - フランセスク・ビラノバ（スペイン、サッカー、* 1968年）[155]
- 4月29日 - ウォルター・ウォルシュ（アメリカ合衆国、射撃競技、* 1907年）[156]
- 5月4日 - エレナ・バルタッチャ（イギリス、テニス、* 1983年）[157]
- 5月9日
  - 田部和良（神奈川県、サッカー（元フランスリーグ・グルノーブル・フット38ゼネラルマネージャーなど）、* 1961年）[158]
  - メル・パットン（アメリカ合衆国、陸上競技、* 1924年）[159]
- 5月18日 - 魁傑將晃（山口県、大相撲、* 1948年）[160]
- 5月27日 - 小島孝治（大阪府、バレーボール、* 1930年）[161]
- 5月29日 - 原貢（佐賀県、野球、原辰徳・読売巨人軍監督の実父、* 1935年）[162]
- 6月4日 - ドン・ジマー（アメリカ合衆国、野球、* 1931年）[163]
- 6月9日 - ボブ・ウェルチ（アメリカ合衆国、野球、* 1956年）[164]
- 6月12日 - 永谷脩（東京都、スポーツライター、* 1946年）[165]
- 6月13日 - グロシチ・ジュラ （ハンガリー、サッカー、* 1926年）[166]
- 6月16日 - トニー・グウィン （アメリカ合衆国、野球、* 1960年）[167]
- 7月2日 - ルイス・ザンペリーニ （アメリカ合衆国、陸上競技、* 1914年[168]）
- 8月9日 - 中井康之（京都府、野球、* 1954年）[169]
- 8月12日
  - 金剛正裕 （北海道、大相撲、* 1948年）[170]
  - （死亡確認）双津竜順一（北海道、大相撲、* 1950年）[171]
- 8月29日 - 龍虎勢朋（東京都、大相撲、* 1941年）[172]
- 9月2日 - 上甲正典（愛媛県、野球、* 1947年）[173]
- 9月7日 - 川島正行（千葉県、競馬（調教師、元騎手）、* 1947年）[174]
- 9月10日 - 坂井義則（広島県、陸上競技、* 1945年）[175]
- 9月26日 - 香川伸行（徳島県、野球、* 1961年）[176]
- 10月5日 - アンドレア・デ・チェザリス（イタリア、モータースポーツ、* 1959年）[177]
- 10月11日 - 飯塚将光（栃木県、オートレース、* 1950年）[178]
- 10月17日 - 奥大介（兵庫県、サッカー（元日本代表）、* 1976年）[179]
- 10月20日 - オックス・ベーカー（アメリカ合衆国、プロレス、* 1934年）[180]
- 11月27日 - フィリップ・ヒューズ（オーストラリア、クリケット、* 1988年）[181]
- 12月4日 - 蒲池猛夫（宮崎県、射撃競技、* 1936年）[182]
- 12月15日 - 平形ひろみ（群馬県、プロゴルフ、* 1968年）[183]
- 12月29日 - 安藤信和（東京都、アメリカンフットボール、* 1920年）[184]